# جان اف. بریدی
جان اِف. (فرانسیس) بریدی (به انگلیسی: John F. (Francis) Brady) (متولد ۸ ژانویه ۱۹۵۴) حائز منصب استاد تمامی چِورون در رشته مهندسی شیمی در مؤسسه فناوری کالیفرنیا است. حوزه تخصصی بریدی مکانیک سیالات است و عمده شهرت وی به خاطر معرفی روش دینامیک استوکسی برای شبیه‌سازی سوسپانسیون‌های ذرات کروی و بیضی‌گون در جریان‌های با عدد رینولدز پایین است.

## تحصیلات و مشاغل
بریدی دوره کارشناسی را در سال ۱۹۷۵ در رشته مهندسی شیمی در دانشگاه پنسیلوانیا به پایان رساند. در سال ۱۹۷۶ تأییدیه دوره تحصیلات تکمیلی دانشگاه کمبریج انگلستان را به دست آورد. مدارک کارشناسی ارشد و دکترای خود را به ترتیب در سال‌های ۱۹۷۷ و ۱۹۸۱ از دانشگاه استنفورد کسب کرد. موضوع رساله دوره دکترای بریدی که زیر نظر آندریاس آکریوس انجام شده «آثار اینرسی در جریان‌های کاویتی بسته شده و تأثیر آن‌ها در در هم شکسته شدن قطره» است. هم‌چنین در سال آخر دوره دکترا، بریدی به عنوان محقق پسادکترای ناتو در مؤسسه فناوری شیمی‌فیزیک پاریس مشغول به فعالیت بود.
پس از اتمام دوره پسادکترا، بریدی به عنوان عضو هیئت علمی در رشته مهندسی شیمی به مؤسسه فناوری ماساچوست پیوست و در سال ۱۹۸۱ دارای مرتبه استادیاری شد. در سال ۱۹۸۵ وی به دانشکده شیمی و مهندسی شیمی کلتک پیوست و از آن زمان تا کنون در این دانشگاه باقی مانده است.
تخصص بریدی در مکانیک سیالات، رئولوژی و پدیده‌های انتقال (به ویژه در مورد سوسپانسیون‌ها و سیالات مرکب) است. در میان تمامی کارهای تحقیقاتی بریدی، شاخص‌ترین کار مربوط به تحقیق وی به همراه جورج بوسیز در معرفی کردن دینامیک استوکسی بوده است. روش دینامیک استوکسی امکان شبیه‌سازی دقیق و سریع دینامیک و رئولوژی سوسپانسیون‌های کروی‌شکل را در جریان‌های با عدد رینولدز پایین فراهم می‌کند. پس از این پژوهش، دانشمندان اقصا نقاط جهان با تکیه بر این روش دست به مدل‌سازی سوسپانسیون‌ها در شرایط مختلف زده‌اند و به کمک آن فهم بهتری نسبت به سیستم‌های فیزیکی مختلف دارای سوسپانسیون‌ها حاصل شده است.
طی سال‌های ۱۹۹۰ تا ۲۰۰۴، بریدی ویراستار پیوسته مجله مکانیک سیالات بود. از سال ۲۰۰۵ تا ۲۰۱۲ نیز ویراستاری مجله رئولوژی را بر عهده داشت.

## جوایز و افتخارات
تا کنون بریدی حائز جوایز و افتخارات متعددی در سطح جهانی شده است که از مهم‌ترین آن‌ها عبارت‌اند از:
- فرهنگستان هنر و علوم آمریکا (۲۰۱۴)[۵]
- جایزه دینامیک سیالات (۲۰۱۱)
- مدال بینگهام (۲۰۰۷)
- گزینش در آکادمی ملی مهندسی (۱۹۹۹)[۶]
- جایزه پیشرفت حرفه‌ای از انجمن مهندسان شیمی آمریکا (۱۹۹۸)
- پژوهانه از مؤسسه مک‌گراو (۱۹۹۳)
- کسب منصب استادی ژولیت-کوری در مؤسسه فناوری شیمی‌فیزیک پاریس (۱۹۸۸)، (۱۹۹۶)
- کسب پژوهانه کمیل و هنری درایفوس (۱۹۸۶)
- جایزه پژوهشگر برتر نهاد ریاست جمهوری، بنیاد ملی علوم (۱۹۸۵)